# Germán Mayenfisch
Germán Mayenfisch (Santa Fe, Argentina; 5 de julio de 1993) es un futbolista argentino. Juega como mediocampista ofensivo y su primer equipo fue El Linqueño. Actualmente milita en San Telmo de Primera B Nacional.

## Trayectoria
Germán Mayenfisch tuvo sus comienzos —a los 7 años— jugando al baby fútbol con el Club Atlético Sportivo Guadalupe de Santa Fe, su ciudad natal. A los 15 años llegó a la Academia Jorge Griffa (Rosario). Posteriormente, cuando transcurría el año 2010, arribó a las categorías inferiores de Colón de Santa Fe. En 2012, tras un sucesivo paso por las inferiores, Mayenfisch fue ascendido a la reserva del cuadro «sabalero». Sin embargo, luego de diversos problemas económicos dentro de la institución santafesina, en 2014 quedó con el pase en su poder. Tras su salida, probó suerte en clubes como Club Social y Deportivo Argentino de Franck (Torneo Federal C) y Club El Linqueño (Torneo Federal B).
El 3 de enero de 2016 se anunció su arribo a Gimnasia y Tiro, con el objetivo de encarar el Torneo Federal A y la Copa Argentina. Tres días después, a través de una conferencia de prensa, se realizó su presentación oficial como nuevo integrante del plantel «millonario». El 14 de febrero de ese año debutó profesionalmente durante un juego válido por la segunda fecha del Torneo Federal A 2016, en el cual el club salteño cayó derrotado por 2 a 1 en su visita a Altos Hornos Zapla. El 8 de abril, en su último juego disputado, anotó por primera vez para el club. Esa noche, haciendo valer su localía, Gimnasia y Tiro se impuso con un 3 a 0 sobre Unión Aconquija.
En julio de 2016 fichó por el Club Social y Deportivo San Jorge. Su debut, al igual que con Gimnasia y Tiro, fue enfrentando a Altos Hornos Zapla el 4 de septiembre. Durante aquel juego, desaprovechando su condición de local, el club tucumano perdió por el mínimo resultado de 1 a 0. Al mes siguiente, precisamente el 8 de octubre, durante la victoria a domicilio de 6 a 3 sobre Juventud Antoniana, Mayenfisch anotó el primer doblete de su carrera profesional. Su tercer y último gol lo realizó el 6 de diciembre, ante su exclub Gimnasia y Tiro.
El 18 de julio de 2017 se confirmó su pase al Deportivo Mandiyú. Su debut se llevó a cabo contra su anterior club, San Jorge, en el empate de 1 a 1 del 23 de septiembre. Su paso por el club correntino arrojó las siguientes estadísticas: 14 juegos disputados y 0 goles convertidos.
El 12 de enero de 2018, Motagua oficializó su contratación por un año. Dos días después, arribó a Honduras para firmar el contrato que lo ligó al club «motagüense».

## Estadísticas
- Actualizado al 30 de junio de 2020

| El Linqueño Argentina                                                   |                     |                     |     |    |   |   |   |    |     |    |
| 4.ª                                                                     | 2015                | ?                   | ?   | -  | - | - | - | ?  | ?   |    |
| 4.ª                                                                     | 2020                | ?                   | ?   | -  | - | - | - | ?  | ?   |    |
| Total                                                                   | Total               | 34                  | 7   | -  | - | - | - | 34 | 7   |    |
| Gimnasia y Tiro Argentina                                               |                     |                     |     |    |   |   |   |    |     |    |
| 3.ª                                                                     | 2016                | 7                   | 1   | 0  | 0 | - | - | 7  | 1   |    |
| Total                                                                   | Total               | 7                   | 1   | 0  | 0 | - | - | 7  | 1   |    |
| San Jorge (T) Argentina                                                 |                     |                     |     |    |   |   |   |    |     |    |
| 3.ª                                                                     | 2016/17             | 23                  | 3   | -  | - | - | - | 23 | 3   |    |
| Total                                                                   | Total               | 23                  | 3   | -  | - | - | - | 23 | 3   |    |
| Deportivo Mandiyú Argentina                                             |                     |                     |     |    |   |   |   |    |     |    |
| 3.ª                                                                     | 2017/18             | 14                  | 0   | -  | - | - | - | 14 | 0   |    |
| Total                                                                   | Total               | 14                  | 0   | -  | - | - | - | 14 | 0   |    |
| Motagua Honduras                                                        |                     |                     |     |    |   |   |   |    |     |    |
| 1.ª                                                                     | 2018                | 10                  | 0   | -  | - | 0 | 0 | 10 | 0   |    |
| Total                                                                   | Total               | 10                  | 0   | -  | - | 0 | 0 | 10 | 0   |    |
| Juventud Unida (SL) Argentina                                           |                     |                     |     |    |   |   |   |    |     |    |
| 3.ª                                                                     | 2018/19             | 19                  | 1   | 1  | 0 | - | - | 20 | 1   |    |
| Total                                                                   | Total               | 19                  | 1   | 1  | 0 | - | - | 20 | 1   |    |
| Ben Hur Argentina                                                       |                     |                     |     |    |   |   |   |    |     |    |
| 4.ª                                                                     | 2020/21             | ?                   | ?   | -  | - | - | - | ?  | ?   |    |
| 4.ª                                                                     | 2021/22             | ?                   | ?   | -  | - | - | - | ?  | ?   |    |
| Total                                                                   | Total               | ?                   | ?   | -  | - | - | - | ?  | ?   |    |
| Unión (S) Argentina                                                     |                     |                     |     |    |   |   |   |    |     |    |
| 3.ª                                                                     | 2022                | 0                   | 0   | -  | - | - | - | 0  | 0   |    |
| Total                                                                   | Total               | 0                   | 0   | -  | - | - | - | 0  | 0   |    |
| Total en su carrera                                                     | Total en su carrera | Total en su carrera | 107 | 12 | 1 | 0 | 0 | 0  | 108 | 12 |
| (1) Incluye Copa Argentina (2) Incluye Liga de Campeones de la Concacaf |                     |                     |     |    |   |   |   |    |     |    |